# Nguyệt Thu
Nguyệt Thu (sinh năm 1973) là một nghệ sĩ viola người Việt Nam. Bà có một sự nghiệp âm nhạc đáng chú ý trong nước và cả quốc tế. Nguyệt Thu được xem là người đầu tiên ở Việt Nam sử dụng âm nhạc để điều trị chứng tự kỷ, là hội chứng mà con trai bà mắc phải. Nguyệt Thu cũng là hiệu trưởng của ngôi trường đầu tiên tại Việt Nam sử dụng âm nhạc để trị liệu cho trẻ tự kỷ.

## Thân thế
Nguyệt Thu tên thật là Nguyễn Nguyệt Thu. Bà sinh năm 1973 ở Hà Nội trong một gia đình có truyền thống âm nhạc. Cha bà là Nhà giáo Ưu tú Nguyễn Văn Thưởng, người sáng lập bộ môn viola tại Nhạc viện Hà Nội. Qua đó, Nguyệt Thu được tiếp xúc và sớm bộc lộ năng khiếu âm nhạc từ nhỏ. Sau khi lớn lên, Nguyệt Thu theo học violin tại Nhạc viện Hà Nội. Tuy nhiên vào thời điểm này, chuyên ngành viola mới được hình thành và có rất ít người theo học. Cha bà đã động viên bà chuyển từ violin sang viola. Năm 1989, Nguyệt Thu nhận học bổng du học tại Học viện Âm nhạc quốc gia Nga Gnessin tại Moskva.

## Sự nghiệp âm nhạc
Từ năm 1991 đến năm 1999, bà làm bè trưởng viola trong Dàn nhạc thính phòng quốc tế XXI tại Nga. Năm 1994, Nguyệt Thu tốt nghiệp xuất sắc trung cấp âm nhạc và tiếp tục thi vào Nhạc viện Tchaikovsky với số điểm cao nhất, qua đó trở thành du học sinh đầu tiên của Việt Nam học chuyên ngành viola tại Nhạc viện Tchaikovsky.  Sau 5 năm học tập dưới sự dẫn dắt của giáo sư Yuri Abramovich Bashmet, bà tốt nghiệp loại xuất sắc, trở thành nghệ sĩ viola quốc tế và tham gia biểu diễn nghệ thuật tại nhiều nước trên thế giới.
Nguyệt Thu đã giành được giải "Tiết mục biểu diễn nhạc J.C Bach xuất sắc nhất" trong Cuộc thi Viola quốc tế tại Anh năm 1995-1997, đồng thời làm thành viên tham gia tứ tấu đàn dây "Glazunov” với giáo sư Belinsky từ năm 1996 đến 1999. Năm 2009 đến 2011, Nguyệt Thu là giáo viên âm nhạc tại Trường Âm nhạc Mandeville của Singapore. Nguyệt Thu cũng đã sở hữu đến 2 bằng thạc sĩ chuyên ngành Giáo dục Nghệ thuậ tở Nga và Hà Lan.
Ngày 11 tháng 10 năm 2014, Nguyệt Thu tham gia buổi hòa nhạc đặc biệt nằm trong khuôn khổ Festival Âm nhạc mới Á – Âu diễn ra tại hang Đầu Gỗ thuộc quần thể Vịnh Hạ Long. Sau 26 năm sinh sống và làm việc tại nước ngoài, Nguyệt Thu đã quyết định trở về Việt Nam với lý do phụng dưỡng cha mẹ già yếu và tiếp tục phát triển ngành viola tại Việt Nam đồng thời thành lập nhóm tứ tấu Apaixonado.
Đầu tháng 4 năm 2016, Nguyệt Thu và nhóm tứ tấu Apaixonado tham gia đêm nhạc "Màu xanh yêu thương" tổ chức tại Học viện Âm nhạc Quốc gia Việt Nam, là sự kiện đồng hành với trẻ tự kỷ thông qua nhiều hoạt động của các nghệ sĩ và hãng thời trang IVY moda. Đây cũng là chương trình được tổ chức nhằm hưởng ứng ngày thế giới nhận thức về tự kỷ và có những tài năng trẻ tự kỷ tham gia chơi đàn và hát. Tuy vậy trước đó, có thông tin cho rằng Nguyệt Thu đã chi trước 40 triệu trong hợp đồng hơn 110 triệu để nhờ một công ty truyền thông ở Hà Nội tổ chức chương trình nghệ thuật này tại Nhà hát Lớn Hà Nội nhưng không thành công. Cũng trong năm 2016, Nguyệt Thu đã tổ chức biểu diễn tại buổi gặp gỡ cùng Nguyễn Thế Vinh, người được xem là thần đồng nhưng cũng mắc hội chứng tự kỷ. Cuối năm, Nguyệt Thu làm thành viên khách mời bè viola của nhóm Tứ tấu Hoa Sen tham gia đêm nhạc cổ điển trong Viện Pháp tại Hà Nội.
Năm 2017, Nguyệt Thu tiếp tục tổ chức chuỗi đêm nhạc cho cộng đồng tự kỷ, bao gồm chương trình hòa nhạc "Ngày trở về" (31 tháng 3), "Màu xanh yêu thương – Ngày cho con" (2 tháng 4) và "Nghệ thuật yêu thương"  (ngày 6 tháng 4). Ba chương trình đều diễn ra tại Phòng Hòa nhạc lớn của Học viện Âm nhạc Quốc gia Việt Nam với một số nghệ sĩ nước ngoài và quốc tế. Mọi kinh phí thu được từ chương trình đều dành cho trẻ tự kỷ có năng khiếu về âm nhạc. Ngày 19 tháng 10 cùng năm, Nguyệt Thu tham gia dự tuyển vào bè viola của Dàn nhạc giao hưởng Mặt trời dù trước đó bà đã từng là bè trưởng viola của 8 dàn nhạc trên thế giới như Hà Lan, Tây Ban Nha, Nga, Bồ Đào Nha, Singapore, Malaysia, Thuỵ Điển, Brazil.
Năm 2018, Nguyệt Thu tổ chức đêm hòa nhạc mang tên "Khát vọng" cùng nhạc sỹ - nghệ sĩ piano Trần Lưu Hoàng tổ chức tại Nhạc viện Thành phố Hồ Chí Minh. Đêm nhạc quyên góp tiền để ủng hộ một mái ấm, nơi nuôi dưỡng các trẻ em khiếm thị tại quận Bình Tân. Cuối năm 2020, Nguyệt Thu ra mắt chương trình ca nhạc "Thế giới nước" trong đó bà sử dụng tới hai lớp màn sân khấu, kết hợp hiệu ứng hình ảnh, âm thanh và ánh sáng để minh họa cho câu chuyện về thiên nhiên bị tàn phá và số phận nhỏ bé của con người trước thiên tai. “Thế giới Nước” nằm trong chuỗi dự án nghệ thuật của tổ chức thiện nguyện Thiên sứ.
Năm 2021, thời điểm Đại dịch COVID-19 có diễn biến nặng ở tỉnh Bắc Giang, Nguyệt Thu và nhóm tứ tấu Apaxionado cùng một số nghệ sĩ khác đã cùng biểu diễn trong một buổi phát trực tiếp quyên góp từ thiện. Ngày 14 tháng 10 năm 2022 tại Hà Nội, Nguyệt Thu tham gia Câu lạc bộ Doanh nhân Bảo tồn di sản văn hóa tổ chức chương trình Giới thiệu dự án "Pneuma – Hơi thở cuộc sống", chuỗi sự kiện xúc tiến thương mại, nghệ thuật, đào tạo thúc đẩy sự chuyển đổi số tại Việt Nam.

## Sự nghiệp hoạt động giáo dục và xã hội
Cuối năm 2014, Nguyệt Thu trở về Việt Nam sau hơn 25 năm học tập và làm việc ở nước ngoài. Bà thành lập trường đào tạo và giáo dục âm nhạc Sunrise for Art ở quận Bắc Từ Liêm. Ngôi trường này lấy âm nhạc làm phương pháp chủ yếu để trị liệu tự kỷ cho trẻ từ ý định ban đầu chỉ là một lớp nhạc nhỏ để trị liệu cho con trai. Nhiều tờ báo đưa tin đây là ngôi trường đầu tiên tại Việt Nam sử dụng âm nhạc để trị liệu cho trẻ tự kỷ. Do thuộc Viện Khoa học và Giáo dục Đông Nam Á nên ngôi trường thường xuyện nhận được sự giúp đỡ của Viện về các chương trình giảng dạy cũng như phương pháp nghiên cứu.
Năm 2019, Nguyệt Thu cho biết dự án "Ươm nắng" của bà đang khởi quay những tập đầu tiên, là một dự án sản xuất các chương trình truyền hình với mục đích giới thiệu những người tốt, việc tốt trong giúp đỡ cộng đồng yếu thế, người tàn tật. Trong tháng 11 năm 2020, Nguyệt Thu đã trao tặng 200 máy lọc nước trong chuỗi hoạt động của dự án "Pneuma - Hơi thở cuộc sống". Show diễn này và dự án Pneuma đã trích quỹ cung cấp 200 máy lọc nước và 10.000 viên lọc nước trị giá gần 1 tỷ đồng để hỗ trợ người dân miền Trung Việt Nam. Đây cũng là dự án hỗ trợ người dân miền Trung Việt Nam trong đợt lũ lụt lịch sử năm 2020.

## Nhận định
Nguyệt Thu được xem là người đầu tiên ở Việt Nam sử dụng âm nhạc để điều trị tự kỷ. Báo An ninh thủ đô cho biết Nguyệt Thu đã "dùng âm nhạc giúp trẻ tự kỷ hòa nhập cộng đồng". Những ngôi trường do bà thành lập cũng đã mang đến được "niềm hy vọng mới" cho trẻ em mắc chứng tự kỷ tại Việt Nam.

## Đời tư
Năm 2001, Nguyệt Thu kết hôn với một người chồng làm nghề kỹ sư điện hơn bà 8 tuổi. Chồng bà là một người Việt kiều làm việc ở Hà Lan. Bà sinh được một người con trai nhưng thường xuyên bận rộn với công việc nên đã không thể chăm sóc con. Chỉ sau một năm sinh con, bà và chồng ly dị trong "im lặng, hòa bình" do sự khác biệt về văn hóa và lối sống.
Nguyệt Thu đã sớm phát hiện ra điều bất thường ở người con trai khi đến 4 tuổi, cậu chỉ ăn duy nhất một món và chỉ có thể ngủ khi được ôm cái gối của chính mình, cũng như việc sớm bộc lộ những cảm xúc khác thường. Qua tìm hiểu, bà nhận thấy con mình đã mắc chứng tự kỷ. Khi biết con bị tự kỷ, bà tỏ ra suy sụp. Để chữa trị cho con, bà đã sử dụng mọi biện pháp và đưa con mình từ Hà Lan sang Malaysia, Singapore, về Việt Nam rồi lại sang Hà Lan để chữa trị, nhưng không có được kết quả đáng kể. Bà cho biết mình từng có thời gian liên tiếp đánh đòn người con trai khi cậu có những hành vi rối loạn. Đến năm 2017, Nguyệt Thu cho biết con trai bà tuy không biết viết nhưng có thể nói được tiếng Anh, tiếng Hà Lan, tiếng Bồ Đào Nha và tiếng Việt. Cậu cũng có thể kết nối internet và vào Google để tìm kiếm một điều gì đó nếu cần thiết. Cậu còn có thể chơi piano một chút và có thể thổi được kèn Harmonica. Hiện con trai bà sống tại Hà Lan với người cha.

## Tranh cãi
Năm 2016, trong chương trình "Màu xanh yêu thương", Nguyệt Thu đã từ nước ngoài trở về Việt Nam để chuẩn bị cho chương trình, tuy vậy sau đó bà tỏ ra bất ngờ khi được thông báo hợp đồng đã ký trước đó với một công ty sự kiện để chuẩn bị cho chương trình này không được đối tác thực hiện. Sau đó Giám đốc Sở Văn hoá – Thể thao của Hà Nội và cả giám đốc Nhà hát lớn Hà Nội đều cho biết không có chương trình "Màu xanh yêu thương" vào ngày 2 tháng 4.